# André Poggenburg

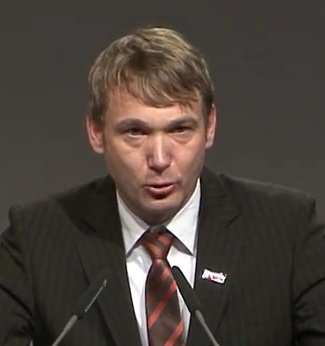
André Poggenburg (2015)

André Poggenburg (* 12. März 1975 in Weißenfels) ist ein rechtsextremer deutscher Politiker (parteilos, ehemals ADPM und AfD).
Von 2014 bis 2018 war er Vorsitzender der AfD Sachsen-Anhalt. Seit 2016 bis zum 6. Juni 2021 war Poggenburg Mitglied des Landtags von Sachsen-Anhalt, in dem er bis 2018 Fraktionsvorsitzender der AfD-Fraktion und damit Oppositionsführer gegenüber der Regierung Haseloff war. Nach zwei Abmahnungen vom AfD-Bundesvorstand und nachdem ihm seine Fraktion das Vertrauen entzogen hatte, kündigte er am 8. März 2018 seinen Rückzug von beiden Ämtern zum Ende des Monats an. Am 27. März 2018 folgte ihm Oliver Kirchner als Fraktionsvorsitzender nach. Martin Reichardt wurde Landesvorsitzender. Gemeinsam mit dem thüringischen AfD-Vorsitzenden Björn Höcke verfasste er 2015 das Positionspapier des völkisch-nationalistischen Flügels der AfD, die „Erfurter Resolution“.
Im Januar 2019 plante der Bundesvorstand der Partei, Poggenburg für zwei Jahre von allen Parteiämtern auszuschließen. Kurz darauf trat er aus der AfD aus und gründete die Partei Aufbruch deutscher Patrioten – Mitteldeutschland. Im August 2019 verließ Poggenburg die von ihm selbst gegründete Partei, nachdem ein Antrag zur Unterstützung der AfD und zur Auflösung der ADPM auf einem Parteitag am Vortag abgelehnt worden war.

## Leben

### Ausbildung und Beruf
Poggenburg absolvierte eine kaufmännische Berufsausbildung und eine Ausbildung als Behälter- und Apparatebauer. Er belegte einen Fernlehrgang zum Technischen Betriebswirt und ist Ausbilder für kaufmännische und handwerkliche Berufe.
Poggenburg führte mit seinem Stiefvater ein Unternehmen für Apparatebau. 1996 gründete er den Autokühlerfachbetrieb André Poggenburg in Stößen. 2008 kaufte Poggenburg dort das sogenannte Gut Nöbeditz und zog mit seinem Kleinbetrieb dorthin. Der Fachbetrieb für Kühler- und Tankreparaturen, Löt- und Schweißarbeiten mit Aluminium und Kunststoff stellte auch Sonderanfertigungen im Behälter- und Apparatebau her. Poggenburg beschäftigte nach eigenen Angaben mehrere Teilzeitbeschäftigte, die Wirtschaftsauskunftei Creditreform verzeichnete jedoch nur einen Mitarbeiter, Poggenburg selbst. Bonitätsbewertungen rieten von einer Geschäftsbeziehung und der Vergabe von Krediten generell ab. Nach Recherchen der Mitteldeutschen Zeitung hat Poggenburg die ihm obliegenden Beiträge zur Handwerkskammer Halle zwischen 2011 und 2015 inklusive Mahngebühren (Stand Januar 2016) nicht abgeführt. Poggenburgs Betrieb nahm zum Jahreswechsel 2015/16 keine Aufträge mehr an.

### Rechtsmaßnahmen wegen Verschuldung
Gegen Poggenburg wurden mehrere Haftbefehle erlassen, nachdem er ausstehende Verbindlichkeiten nicht beglichen und mehrfach eine Vermögensauskunft („Offenbarungseid“) verweigert hatte, und zwar mindestens siebenmal durch Nichterscheinen. Die Wirtschaftsauskunftei Creditreform listet allein für den Herbst 2015 vier Fälle auf, in denen Poggenburg die Auskunft nicht abgab.
Ein Strafverfahren wegen Steuerhinterziehung wurde gegen Zahlung einer Geldauflage eingestellt.

### Familie
Poggenburg ist unverheiratet und kinderlos. Er lebte in einer Beziehung mit Lisa Lehmann, Mitglied des AfD-Landesvorstands, Auszubildende der AfD-Fraktion und Tochter von Mario Lehmann.

### Politische Laufbahn

#### Eintritt in die AfD und erfolglose Kandidatur zum Landrat
Poggenburg trat 2013 in die AfD ein und wurde nach der Gründung des AfD-Kreisverbandes Burgenlandkreis dessen Vorsitzender. Bei den Kommunalwahlen im Mai 2014 wurde Poggenburg zusammen mit seinem Parteikollegen Carsten Schmidt für die AfD in den Kreistag des Burgenlandkreises gewählt, während er bei der Wahl des Landrates deutlich unterlag. Im Wahlkampf forderten Poggenburg und die AfD „Mini-Schulen“ für den ländlichen Raum, die Förderung der Mittelständler und eine bessere Ärzte-Versorgung.
Bei seiner Tätigkeit im Kreistag fehlte er bei fünf von zwölf Sitzungen (teilweise unentschuldigt), dreimal kam er zu spät. Im gesamten Jahr 2015 ließ sich in den Protokollen keine Wortmeldung Poggenburgs finden.

#### Landesvorsitzender in Sachsen-Anhalt, Erfurter Resolution und Mitglied des Bundesvorstandes
2014 wurde Poggenburg mit Unterstützung Frauke Petrys in einer Kampfabstimmung an Stelle von Arndt Klapproth zum Landesvorsitzenden der AfD Sachsen-Anhalt gewählt. Grund für die Unterstützung Petrys war vermutlich, dass diese sich von einem Wechsel im Landesverband Unterstützung in ihrem Machtkampf mit Bernd Lucke versprach. Poggenburg orientierte sich in der Folge allerdings nicht an Petry, sondern an Björn Höcke.
Januar 2015 wollte der Landesverband Sachsen-Anhalt zwei führende Protagonisten der Neuen Rechten, Ellen Kositza und ihren Ehemann, den Verleger Götz Kubitschek, in die AfD aufnehmen. Der damalige Bundesvorstand unter Bernd Lucke lehnte in der zweiten Instanz die Aufnahme ab. Poggenburg protestierte: „Da ist das letzte Wort noch nicht gesprochen“, konnte sich bei dem damaligen Bundesvorstand aber nicht durchsetzen.
Im März 2015 veröffentlichte er mit Höcke gegen den Kurs des Parteivorstands unter Bernd Lucke die Erfurter Resolution. Sie gaben sich und ihrem Umfeld den Namen „Der Flügel“ und bezeichnen die Erfurter Resolution auf ihrer Webpräsenz als „die Gründungsurkunde“ ihrer Parteiströmung. Tatsächlich gelang es ihnen damit, die Verschiebung der AfD nach Rechts zu verstärken.
Im Mai 2015 nahm er in Tröglitz – wo es zuvor Demonstrationen gegen ein Asylbewerberheim gegeben hatte, auf das dann ein Brandanschlag verübt wurde – an einer Gesprächsveranstaltung des Magazins Compact teil, wo er neben dem „Reichsbürger“ und Rechtsextremisten Christian Bärthel Platz nahm und diskutierte. Poggenburg gab später an, er habe nicht gewusst, wer außer ihm teilnehmen würde, seine Teilnahme wurde von gemäßigten Mitgliedern der AfD kritisiert und trug zu deren Entfremdung bei. Diskussionsteilnehmer war auch ein Poggenburg aus dem Kreistag bekanntes NPD-Mitglied. Über NPD-Mitglieder sagte er an anderem Ort, dass er aufgrund seiner Erfahrung mit ihnen im Kreistag der Meinung sei, nicht alle Mitglieder der NPD seien Extremisten.
Als auf dem Bundesparteitag im Juli 2015 in Essen sich die Partei in die liberale Faktion um Bernd Lucke (heute LKR), die die AfD dann verließ, und eine rechtsnationale Fraktion um Frauke Petry spaltete, wurde in den neuen Bundesvorstand auch Poggenburg gewählt.
Poggenburg „hatte bei seiner Wahl im Juni 2014 zwar versprochen, die Partei einen zu wollen. Tatsächlich kam es aber seitdem zu einer Vielzahl an Streitigkeiten und Zerwürfnissen“, schrieb der MDR im September 2015. Anfang September 2015 legten drei Kreischefs der AfD Sachsen-Anhalt ihre Posten nieder und traten aus der Partei aus. Helmut-Ernst Kaßner (Kreisverband Halle-Saalekreis), Michael Möller (Harz) und Andreas Hollstein (Burgenlandkreis) hatten sich mit Poggenburg überworfen.
Immer wieder kam es zu Zerwürfnissen von Parteiaktiven mit Poggenburg. Die ehemaligen Kollegen Poggenburgs Carsten Schmidt und Andreas Hollenstein warfen ihm vor, seine Macht zu missbrauchen, unliebsame Mitglieder herabzuwürdigen und eigene finanzielle Interessen als künftiger Volksvertreter zu verfolgen. Schmidt bewertete den AfD-Landesverband Sachsen-Anhalt im Februar 2016 als: „[…] Privatprogramm Poggenburg. Endziel ist Geld.“
Als Ende September 2015 Bundeskanzlerin Angela Merkel die Stadt Halle besuchte, rief die AfD unter Poggenburg zur Gegenkundgebung auf. Im Oktober 2015 wurde in die Firma und das Wohnhaus Poggenburgs eingebrochen und mehrere Gegenstände, unter anderem ein Auto, entwendet. Die Täter hinterließen am Tatort ein AfD-Wahlplakat, auf dem der Kopf Poggenburgs mit einem Fadenkreuz versehen war.

#### Innerparteilicher Rückhalt nach Bekanntwerden von juristischen Schwierigkeiten
Poggenburg hielt an seinen Aussagen im Wahlkampf fest, dass er ein „erfolgreicher Unternehmer“ sei. Seine Position als Landesvorsitzender stand jedoch Ende Januar 2016 in Frage, als seine juristischen Schwierigkeiten wie die nicht vollstreckten Haftbefehle und sein Nichtbegleichen von Verbindlichkeiten öffentlich thematisiert wurden. Erst stellte er sich als Opfer einer Wahlkampftaktik seiner Gegner dar: „Nun natürlich noch auf die Tour“, schrieb er. Später räumte er bei einer Pressekonferenz ein, dass er etliche Forderungen nicht beglichen hatte und es Erzwingungshaftandrohungen gab. Poggenburg sah eine „Medienkampagne“ gegen sich. Er räumte ein, es habe zwar eine Erzwingungshaftandrohung gegeben, diese sei ihm jedoch nicht zugestellt worden. Sobald diese vorliege, werde er seine Schulden bezahlen. Sein finanzielles Gebaren als Unternehmer stehe nicht im Widerspruch zu einer möglichen Tätigkeit als Fraktionsvorsitzender nach der Landtagswahl am 13. März 2016.
Der sachsen-anhaltische Landesvorstand stellte sich in einer Vorstandssitzung hinter ihn und teilte mit, dass die ausstehenden „Beträge nach Bekanntwerden der Anordnung und Rücksprache mit dem Gerichtsvollzieher jeweils in einer Summe beglichen wurden“.

#### Wahl zum Landtagsabgeordneten und Fraktionsvorsitzenden
Poggenburg kandidierte als AfD-Spitzenkandidat bei der Landtagswahl in Sachsen-Anhalt 2016. Er zog mit 31,6 Prozent der Erststimmen als Direktkandidat seiner Partei im Wahlkreis Zeitz (Wahlkreis 41) in den Landtag von Sachsen-Anhalt ein.
Auf der konstituierenden Sitzung der AfD-Landtagsfraktion am 19. und 20. März 2016 an einem von der Partei geheim gehaltenen Veranstaltungsort in Schopsdorf nahe Genthin wurde Poggenburg ohne Gegenkandidat mit „rund 70 Prozent“ der Stimmen zum Fraktionsvorsitzenden gewählt. Anschließend erklärte Poggenburg, bei der nächsten Wahl des Landesvorstandes nicht wieder kandidieren zu wollen, da ihn seine neuen arbeitsreichen Aufgaben als Fraktionschef voll auslasten würden. Kurz vor dem Landesparteitag der AfD Sachsen-Anhalt erklärte Poggenburg, nun doch weiterhin Landesvorsitzender seiner Partei bleiben zu wollen, wofür er innerparteilich kritisiert wurde.
Auf dem 8. Bundesparteitag der AfD in Hannover unterlag Poggenburg am 2. Dezember 2017 mit 38,8 Prozent der Stimmen bei der Wahl zum 3. stellvertretenden Bundesvorsitzenden, er gehört dem Bundesvorstand damit nicht mehr an. Gewählt wurde Albrecht Glaser.
Drei sachsen-anhaltische Landtagsabgeordnete der AfD verließen die Fraktion wegen des Führungsstils und Rechtskurses von Poggenburg. Sarah Sauermann gab an, eine weitere Mitgliedschaft in der Fraktion nicht mehr mit ihrem „Gewissen“ vereinbaren zu können, eine konstruktive Sacharbeit sei unmöglich. Jens Diederichs verwies auf eine mangelnde Abgrenzung zur Identitären Bewegung, die AfD unter Poggenburg sei nicht die Partei, in die er eingetreten sei. Gottfried Backhaus warf Poggenburg interne „Säuberungen“ vor, dazu eine Beschränkung der Rechte der Fraktionsmitglieder, beklagte „totalitäre Tendenzen“ im Landesverband und verurteilte „eine Art Gleichschaltung und die Unterdrückung des Mutes zur Wahrheit“ durch das gegenüber Andersdenkenden „harte und radikale Vorgehen der völkisch-national denkenden Parteimitglieder.“
Den Kreisverband Börde, in dem Gegner Poggenburgs (etwa Angehörige der Alternativen Mitte) eine starke Stellung einnehmen, ließ der Vorstand um Poggenburg Ende 2017 auflösen, wogegen sich der Kreisverband mit dem Gang vor das Landesschiedsgericht wehrte, das die Auflösung für nichtig erklärte. Als Poggenburg dessen Unparteilichkeit öffentlich anzweifelte, trat das Landesschiedsgericht auf dem Landesparteitag Januar 2018 unter Protest zurück.

#### Vorwurf der Vetternwirtschaft
Ein AfD-Mitglied erstattete im Januar 2017 gegen den Landesvorsitzenden Poggenburg und Landes-Schatzmeister Frank Pasemann Strafanzeige wegen Untreue. Laut der Mitteldeutschen Zeitung besteht der Vorwurf, die beiden Politiker hätten Parteigelder veruntreut. In der AfD-Landesgeschäftsstelle sei ein Mitarbeiter ohne den vorgeschriebenen Haushaltsplan eingestellt worden. Laut Poggenburg war der Anzeigende der Ansicht, diese Entscheidung hätte auf dem Landesparteitag getroffen werden müssen. Als Hintergrund vermuten Beobachter die innerparteilichen Auseinandersetzungen um die Platzierung von Poggenburgs Kandidaten für die Bundestagswahl 2017.
Poggenburgs Lebensgefährtin Lisa Lehmann, die auch Mitglied im AfD-Landesvorstand ist und deren Vater Mario Lehmann der AfD-Landtagsfraktion angehört, begann im August 2017 in der Magdeburger Fraktionsgeschäftsstelle der AfD eine Berufsausbildung zur Kauffrau für Büromanagement, was Poggenburg im Vorfeld des AfD-Bundesparteitags 2017 den parteiinternen Vorwurf der Vetternwirtschaft einbrachte.

#### Rücktritt als Fraktions- und Parteivorsitzender, Austritt aus der AfD
Nach seiner türkenfeindlichen Rede am politischen Aschermittwoch der AfD 2018 (siehe unten) zog Poggenburg auf Druck seiner Fraktion die Konsequenzen und kündigte für Ende März den Rücktritt von seinen Ämtern als Landesvorsitzender der AfD Sachsen-Anhalt und als Fraktionsvorsitzender der AfD-Fraktion im Landtag an. Laut einem AfD-Abgeordneten fürchtete die Fraktion, „weiter in die ganz rechte Ecke gestellt zu werden“. Poggenburg selbst begründete seinen Schritt damit, „Druck von Partei und Fraktion“ nehmen zu wollen. Zwar hätte er selbst dem Druck „problemlos“ weiterhin standhalten können, er wolle ihn jedoch von „Mitgliedern, Fraktionskollegen und Parteifreunden abwenden.“ Er bleibe auf Anerbieten der Fraktion im Fraktionsvorstand und stünde zukünftig für „weitere Aufgaben zur Verfügung“. „Die ganze Angelegenheit“ sehe er „jetzt etwas als temporär“ an, er sei für die AfD „nicht verloren“.
Der Spiegel berichtete unter Berufung auf AfD-Kreise, der Inhalt der Rede und die öffentliche Reaktion seien „nicht der Grund, sondern nur der Anlass für Poggenburgs Sturz gewesen“. Gegenwind von den „Mainstream-Medien“ sei normalerweise für eine AfD-Karriere eher förderlich als hinderlich. Bei Poggenburg seien aber chaotische Kommunikation, schlechte Erreichbarkeit und insbesondere der Vorwurf der Vetternwirtschaft zusammengekommen.
Werner Patzelt äußerte 2018, „dass es eher der innerparteiliche Führungsstil ist, der ihn für manche in der Fraktion untragbar gemacht hat“. Es seien „persönliche Rechnungen“ gewesen und kein innerparteilicher Richtungsstreit. Dazu kam, dass Poggenburgs Tonfall der Rede selbst am radikalen Rand der Partei konsterniert zur Kenntnis genommen wurde; auch Björn Höcke soll über Poggenburgs sprachliches Niveau wütend gewesen sein. Poggenburg gab zu, sich „da tatsächlich verkalkuliert“ zu haben.
Im Rückblick nannte er innerparteiliche Streitigkeiten und Machtkämpfe innerhalb der Landes-AfD als Hauptgründe für seinen Rückzug. Nach Berichten der Volksstimme machte Poggenburg auch seinen innerparteilichen Mitstreiter Hans-Thomas Tillschneider, den Landesvorsitzenden der Jungen Alternative Jan Wenzel Schmidt und den Schatzmeister Frank Pasemann für seinen Sturz verantwortlich.
Poggenburg schlug als seinen Nachfolger Oliver Kirchner vor, der wie er als ein Vertreter des rechten Flügels der Partei gilt. Kirchner wurde Ende März 2018 zum Fraktionsvorsitzenden gewählt.
Poggenburg trat ebenso von seinem Amt als Landesparteivorsitzender zurück und gab an, nicht mehr für einen Posten im Landesvorstand kandidieren zu wollen, obgleich er die Partei weiterhin hinter sich habe. Zu seiner kritisierten Aschermittwochsrede habe er 90 % positive Zuschriften aus der Partei erhalten: „Würde ich erneut antreten, bekäme ich eine Zwei-Drittel-Mehrheit“. Geschäftsführend übernahm der bisherige erste Stellvertreter Ronny Kumpf den Landesverband. Aktueller Landeschef ist Martin Reichardt.
Im Januar 2019 wurde bestätigt, dass Poggenburg gemeinsam mit einigen weiteren Personen die Gründung einer eigenen nationalkonservativen Partei plane. Bis dahin hatte er nur von der Gründung eines Netzwerkes innerhalb der AfD gesprochen. Am 10. Januar 2019 trat Poggenburg aus der AfD aus und gründete die Partei Aufbruch deutscher Patrioten – Mitteldeutschland. Ein Anliegen der neuen Partei sei (so Poggenburg) das „Zusammenarbeiten mit Bürgerinitiativen“. Man plane Gespräche mit der islam- und fremdenfeindlichen Pegida-Organisation sowie der seit Ende 2018 vom sächsischen Verfassungsschutz beobachteten Bürgerbewegung Pro Chemnitz, die während der dortigen Ausschreitungen 2018 die zentralen Demonstrationen organisiert hatte. Unter den Parteien sei nur die AfD ein „möglicher Partner“; die Republikaner seien es nicht. Beim „konservativ-patriotischen Aschermittwoch“ in Nentmannsdorf (Sachsen) sagte Poggenburg Anfang März 2019, er wünsche sich für die „Staatsschädlinge“ in der Regierung einen „jüngsten Tag des Volksgerichts, um sie unschädlich zu machen“, und sprach von „schwarzen gottlosen Weiber[n]“ an der CDU-Spitze. Er diffamierte die schwedische Klimaaktivistin Greta Thunberg als „Rotzgöre“.
Im August 2019 trat er aus der Partei Aufbruch deutscher Patrioten – Mitteldeutschland aus.
Im Jahre 2020 trat André Poggenburg als Vorsitzender eines Vereins „Aufbruch Deutschland 2020“ auf.
André Poggenburg ließ sich im Januar 2021 bei dem AfD-Parteitag zur Listenwahl für den Landtag von Sachsen-Anhalt auf Platz 15 vorschlagen, wurde von den Mitgliedern seiner ehemaligen Partei aber abgelehnt. Sie wählten den Halberstädter Christian Hecht. Poggenburg trat nochmals auf Platz 19 an, ebenfalls erfolglos.
Anfang Juni 2021 sprach Poggenburg in Leipzig auf einer Veranstaltung der vom sächsischen Verfassungsschutz als extremistisch eingestuften „Bürgerbewegung Leipzig 2021“ von einer „Kriminalisierung“ von Corona-Kritikern.
Ende August 2022 fand auf Poggenburgs Rittergut Nöbeditz in Stößen das Sommerfest des rechtsextremen Compact-Magazins statt. Unter den Teilnehmern waren auch der rechtsextreme Aktivist Christian Klar aus Gera sowie der Neonazi-Liedermacher Frank Rennicke.
Anfang 2023 sagte Poggenburg auf einer Kundgebung im Zusammenhang mit dem russischen Angriffskrieg gegen die Ukraine an die Adresse der deutschen Außenministerin Annalena Baerbock gerichtet, wenn es zu einer militärischen Auseinandersetzung mit Russland komme, „dann werden wir mit der Waffe in der Hand den Krieg gegen Sie und Ihre Polit-Kartell-Parteien führen“.
Am 27. Juli 2024 sollte auf Poggenburgs Rittergut das jährliche Sommerfest des Magazins Compact stattfinden.
Compact kündigte auf Telegram an: „Das wird das große Fest der Patrioten – und die große Debatte, wie es mit der AfD weitergeht“. Als Redner wurden Maximilian Krah (Ex-AfD-Spitzenkandidat zur Europawahl 2024) und der österreichische Identitäre Martin Sellner angekündigt.
Am 16. Juli verbot das Bundesinnenministerium Compact mit sofortiger Wirkung und ließ zahlreiche Büros und Wohnungen durchsuchen.

## Politische Positionen
André Poggenburg gehörte dem rechten Flügel der AfD an und bezeichnet seine politische Haltung selbst als nationalkonservativ. Er war einer der Initiatoren des innerparteilichen Positionspapiers Erfurter Resolution, die 2015 die nationalistische Gruppierung Der Flügel begründete und maßgeblich zur Wahlniederlage des Vorsitzenden Bernd Lucke auf dem Bundesparteitag 2015 beitrug. Während seiner parteipolitisch aktiven Zeit innerhalb der AfD stand Poggenburg dem thüringischen AfD-Landeschef Björn Höcke und der Patriotischen Plattform des AfD-Landtagsabgeordneten Hans-Thomas Tillschneider aus seinem eigenen Landesverband nahe.
Der Landesverband Sachsen-Anhalt positionierte sich unter seinem Vorsitzenden André Poggenburg „völkisch-nationalistisch“, mit dem Rahmen einer „bisweilen biologistisch anmutende[n] Leit-Erzählung“, die sich gegen Zuwanderung richte und in der demographischen Entwicklung eine existentielle Bedrohung sehe, analysierte ein Arbeitspapier der Otto-Brenner-Stiftung, welches Wissenschaftler der Universität Göttingen im Vorfeld der Landtagswahl 2016 verfasst hatten. Kennzeichnend sei eine „ethnozentristische, chauvinistische Grundüberzeugung“, die einer idealtypisch verstandenen „eigenen Gruppe“ als „Volk“ das Fremde gegenüberstelle. Poggenburg nutzt den im Dritten Reich ausgiebig verwendeten Begriff Volksgemeinschaft, den er „in keiner Weise negativ“ sieht, sondern sich auf dessen Gebrauch in der Weimarer Republik auch von demokratischen Politikern wie Friedrich Ebert beruft, sowie auf eine positiv verstandene Beschreibung des Begriffes durch den Historiker Michael Wildt. Dieser verwahrte sich jedoch gegen diese ungewollte Inanspruchnahme und hielt Poggenburg entgegen, dass zwar eine demokratische und gesellschaftlich versöhnliche Verwendung des Begriffs vor 1933 gängig gewesen sei, der auf Ausschluss und Verfolgung von Minderheiten und Gegnern gerichtete Gebrauch im Dritten Reich aber heute jede „unschuldige“ Verwendung unmöglich mache. Es gehe Poggenburg und Höcke zwar vermutlich nicht um eine Rechtfertigung des Nationalsozialismus, sehr wohl aber um seine „Entsorgung“ und die Erneuerung völkischen Denkens und entsprechender Ausgrenzungsmechanismen.
Poggenburg galt als enger Gefolgsmann Björn Höckes, der ihm strategisch den Platz im Bundesvorstand der AfD überlassen haben soll. Höcke profitiert dabei möglicherweise davon, dass Poggenburgs radikaler und unbeholfen wirkender Antrieb in der Öffentlichkeit unterschätzt wird. Bei der Rede Höckes am sogenannten Institut für Staatspolitik, in der Höcke Afrikanern einen evolutionär bedingt anderen „Ausbreitungstyp“ unterstellte, war auch Poggenburg anwesend, welcher ihm „stehend applaudierte“.
Explizit wegen Poggenburg verließen mehrere Mitglieder die AfD. „Wir können nicht mehr Mitglied einer Partei sein, in deren Vorstand mit André Poggenburg mindestens ein Mitglied gewählt wurde, der als AfD-Funktionär auf Veranstaltungen gemeinsam mit Neonazis aufgetreten ist“, schrieben im Sommer 2015 zehn AfD-Mitglieder aus Baden-Württemberg in einem offenen Brief und traten aus. Poggenburg wolle einen „revolutionären Kampfverein“ aus der AfD machen, sagte der ehemalige baden-württembergische Landesvorsitzende Bernd Kölmel. Auch drei AfD-Landtagsabgeordnete in Sachsen-Anhalt verließen die Fraktion, mit teils deutlichem Verweis auf den Rechtskurs.
André Poggenburg bediene sich bei Reden nach Einschätzung des Informationsportals Blick nach Rechts häufig der Rhetorik eines „dualen Weltbildes“. Er polarisiere und fordere dazu auf, gegen „das totale Staatsversagen“ laut zu demonstrieren. „Was gesagt werden sollte, muss endlich auch gesagt werden.“
Hinter dem ausgetretenen Bernd Lucke und seinen Transatlantikern hätten – so Poggenburg in einer Rede – „viel Geld und eine Menge Macht“ gestanden, wobei er offenließ, wen er damit meinte. Nach dem Abgang der Parteivorsitzenden Frauke Petry im September 2017 und der Gründung der Alternativen Mitte drohte er internen Gegnern: „In Zukunft lassen wir es nicht so lange gären.“ Man werde „schneller auf parteischädigendes Verhalten reagieren.“ Die „Meinungsfreiheit ist nicht grenzenlos.“
Zusammen mit Björn Höcke gratulierte Poggenburg dem Front National (FN) zu seinem Wahlsieg bei den Regionalwahlen in Frankreich 2015 und sagte: „Frankreich und Europa dürfen noch hoffen! […] Für unsere Vaterländer, für unser gemeinsames europäisches Haus geht es in dieser historischen Wendezeit um Sein oder Nichtsein. Die in- und ausländischen Altparteien stehen auf der Seite des Nichtseins. Unsere Verbündeten stehen auf der Seite des Seins.“
Poggenburg vertritt wie das Landtagswahlprogramm seiner früheren Partei die Forderung nach einer „identitätsstiftenden Kulturpflege“. Orchester und Theater sieht die AfD Sachsen-Anhalt „in der Pflicht“, einen „positiven Bezug“ zur Heimat zu fördern. Deutsche Stücke sollten mit dieser Zielrichtung inszeniert werden.
Das Auftrittsverbot von AfD-Politikern bei den Demonstrationen der Pegida kritisierte er anhaltend und erreichte schließlich eine Aufhebung des Verbotes; der Parteikonvent folgte einem von ihm mitunterzeichneten Antrag weitgehend.

## Umgang mit den Medien
Nach Poggenburgs Auftritt während einer AfD-Demonstration in Magdeburg im Februar 2016 wurden Journalisten mit Reizgas angegriffen. Während die Journalisten die Taten Teilnehmern der Demonstration zuschrieben, erklärte Poggenburg, er sehe die Täter im Antifa-Umfeld. Am Tag darauf kündigte Poggenburg an, Journalisten bei künftigen Demonstrationen einen Sicherheitsdienst-Mitarbeiter zur Seite zu stellen.
Nach der für die AfD erfolgreichen Landtagswahl gab Poggenburg zuerst dem compact-Magazin ein Interview und stand erst später den öffentlich-rechtlichen Sendern zur Verfügung. Später veröffentlichte er gemeinsam mit Götz Kubitschek u. a. einen Gemeinschaftsartikel. Ferner gab er 2016 der österreichischen FPÖ-nahen Zur Zeit ein Interview.

## Kontroversen

### Äußerungen zum Anschlag in München 2016
Im Juli 2016 sorgte Poggenburg mit Tweets zum Anschlag in München für Empörung in den sozialen Medien. Während der unklaren Lage am Tatabend machte er über Twitter die CDU von Bundeskanzlerin Angela Merkel mitverantwortlich für die Opfer. Zahlreiche Nutzer warfen ihm daraufhin vor, „das Leid anderer Menschen für Propaganda und Hetze zu missbrauchen.“ Aus politischen Kreisen wurde Poggenburg scharf kritisiert, wie vom CDU-Europaabgeordneten Sven Schulze und vom SPD-Innenexperten Rüdiger Erben.

### Verwendung von NS-Vokabular bei einer Landtagsrede
Anfang Februar 2017 sorgte Poggenburg für einen Eklat im Landtag, als er bei einer Rede die Metapher „Wucherung am Volkskörper“ benutzte, welche laut der Mitteldeutschen Zeitung an das Vokabular des Dritten Reiches angelehnt war:

„Linksextreme Lumpen sollen und müssen von deutschen Hochschulen verbannt und statt eines Studienplatzes lieber praktischer Arbeit zugeführt werden. […] Nehmen Sie die linksextreme Bedrohung ernst und beteiligen Sie sich an allen möglichen Maßnahmen, um diese Wucherung am deutschen Volkskörper endgültig loszuwerden.“

Später bekräftigte Poggenburg seine Wortwahl: „Ich steh zu jedem Wort!“ Beobachter werteten die Rede als einen erneuten kalkulierten Tabubruch der AfD. Die Mitteldeutsche Zeitung wies darauf hin, Poggenburg habe den für große Empörung sorgenden Abschlusssatz zur „Wucherung am deutschen Volkskörper“ lächelnd vorgetragen. Zudem habe für einige Abgeordnete seine Forderung, die „linksextremen Lumpen“ von den Hochschulen zu verbannen und praktischer Arbeit zuzuführen, der Ruf nach Arbeitslagern angeklungen.

### Abmahnung durch den AfD-Bundesvorstand wegen Rückens der Partei in die „Nähe des Rechtsradikalismus“
Poggenburg und rund 200 AfD-Anhänger in Sachsen-Anhalt vernetzten sich über eine WhatsApp-Gruppe, deren eigentlich geschlossener Inhalt durch einen Insider auf dem Portal Indymedia jedoch der Öffentlichkeit bekannt gemacht wurde. Darin wurden zahlreich und fortwährend radikale Slogans und Forderungen ausgetauscht, etwa nach einer Säuberung der Medien nach einer „Machtergreifung“ („volksfeindliche Medien verbieten“), ergänzt von Reflexionen über notwendige Schulungen an Waffen („Zusammenhalt! Mit und ohne Waffen“ – „Ich unterrichte Dich“), Beschwerden über feiernde „Südländer“ auf einer Autobahn (gefolgt vom Bedauern, gerade dort nicht mit hohem Tempo unterwegs gewesen zu sein) oder dem Vorschlag, abzuschiebende Ausländer mangels Haftplätzen doch im privaten und feuchten (gegebenenfalls nachgefeuchteten) Keller unterzubringen, nebst lobender Bejahung der Identitären Bewegung oder abwertenden Äußerungen über angeblich potentiell übergriffige männliche Flüchtlinge („tollwütige Tiere“). Gegen einen beteiligten Zollbeamten und einen Bundespolizisten wurden nach Bekanntwerden ihrer Äußerungen Disziplinarverfahren eingeleitet.
Poggenburg selbst klagte, „Horden von ausländischen Kulturbereicherern“ würden „unsere Frauen angrabschen und anpöbeln“. Ferner teilte er unter anderem den – von der NPD und Neonazis verwendeten – Spruch „Deutschland den Deutschen“. Auch hatte er sich in der Unterhaltung nach dem Bedarf „über eine Weiterbildung in Sachen ‚Erweiterung der Außengrenzen‘“ erkundigt bzw. entsprechende Schulungen angeregt, ebenso welche über „Landesverteidigung und Terrorabwehr“. Er schritt auch nicht ein, als in der Gruppe die Rede von einer „Machtergreifung“ und dem „Sieben“ von Journalisten gewesen ist. Poggenburg rechtfertigte sich damit, dass er nicht der Moderator der Gruppe gewesen sei und auch nicht alle Beiträge gekannt habe, zu seinen eigenen Äußerungen aber stehe er. „Erweiterung der Außengrenzen“ habe sich nicht auf die Grenzen Deutschlands, sondern die ungesicherten Grenzen der EU bezogen.
Auf Antrag von Alexander Gauland und Alice Weidel beschloss der AfD-Bundesvorstand daraufhin, Poggenburg abzumahnen und zu rügen. Seine Äußerungen hätten das Ansehen der Partei „im Wahljahr massiv beschädigt“. „Poggenburg rückt die AfD in die Nähe des Rechtsradikalismus“, hieß es in der Rüge des Vorstands weiter, insbesondere sein Nachdenken über die „Erweiterung der Außengrenzen“ sei mit dem Programm der AfD unvereinbar. Poggenburg gehörte dem ihn rügenden AfD-Bundesvorstand selbst als Beisitzer an. Sollte er ein zweites Mal abgemahnt werden, kann prinzipiell ein Parteiausschlussverfahren folgen.
Der Landesvorstand der AfD Sachsen-Anhalt stellte sich hingegen in einem einstimmig gefassten Beschluss „demonstrativ“ hinter Poggenburg und dessen Äußerungen.

### Hetze gegen in Deutschland lebende Türken und zweite Abmahnung durch den AfD-Bundesvorstand
In einer Rede zum Politischen Aschermittwoch am 14. Februar 2018, die als Hetzrede gewertet wurde, sprach Poggenburg in Richtung der Türkischen Gemeinde in Deutschland (TGD), die Kritik an einem geplanten Heimatministerium erhob, von „Kümmelhändlern“, die „selbst einen Völkermord an 1,5 Millionen Armeniern am Arsch“ hätten, und „Kameltreibern“. Sie sollten „sich dahin scheren, wo sie hingehören, weit, weit, weit, hinter den Bosporus zu ihren Lehmhütten und Vielweibern. Hier haben sie nichts zu suchen und zu melden.“ Außerdem sagte Poggenburg, dass die doppelte Staatsbürgerschaft nichts als „heimat- und vaterlandsloses Gesindel“ herbringe, welches „wir hier nicht länger haben wollen“, was Zuhörer mit dem Ruf „Abschieben, abschieben“ quittierten. Die TGD prüfte daraufhin rechtliche Schritte und erstattete am 17. Februar 2018 Strafanzeige. Auch eine Privatperson erstattete Strafanzeige gegen Poggenburg wegen Volksverhetzung. Die Staatsanwaltschaft leitete daraufhin ein Prüfverfahren ein, Bundespräsident Frank-Walter Steinmeier tadelte Poggenburg als jemanden, der „Maßlosigkeit in der Sprache, Rücksichtslosigkeit und Hass in [der] Haltung zu einer eigenen Strategie“ mache. Landesinnenminister Holger Stahlknecht sah nach der Rede mit Bezug auf die AfD als Partei „das eine Bein schon über dem Abgrund des Rechtsextremismus“. Der AfD-Bundesvorstand beschloss einstimmig eine weitere Abmahnung, obwohl der Ko-Vorsitzende der AfD, Alexander Gauland, ihn zuvor noch gegenüber der Frankfurter Allgemeinen Zeitung mit Verweis auf den generell deftigeren Sprachgebrauch am Aschermittwoch verteidigt hatte. Auch Jörg Meuthen kritisierte den Sprachgebrauch Poggenburgs, distanzierte sich aber nicht inhaltlich. Poggenburg selbst wollte seine Äußerungen als „Satire“ verstanden wissen, es gebe in der Türkei ja gar keine Kamele, eine Missachtung anderer Nationalitäten liege ihm „völlig fern“. Für den Journalisten Patrick Gensing „klingt eher diese Erklärung wie Satire“, denn zum einen gebe es in der Türkei sogar ein sogenanntes Kamel-Wrestling und zum anderen erscheine es „angesichts des aggressiven Vortrags der Aschermittwochsrede und des sonstigen politischen Wirkens Poggenburgs nun wirklich nicht abwegig“, dass er andere Nationalitäten herabsetzen und beleidigen könne.
Anknüpfungspunkt für Poggenburgs Ausfälle war, dass zuvor Gökay Sofuoglu, der Vorsitzende der TGD, die Gründung eines deutschen Heimatministeriums abgelehnt hatte, mit der Begründung, dass der Begriff „Heimat“ einen von Mensch zu Mensch „unterschiedlichen Erfahrungs- und Gefühlsraum“ beschreibe und eine Übertragung auf den politischen Kontext „nicht nur aufgrund der deutschen Vergangenheit problematisch“ sei, sondern auch „Ausgrenzung und Spaltung“ fördere.
Aufgrund der Aschermittwochsrede entzog die Landtagsfraktion am 27. Februar 2018 in einer internen Abstimmung Poggenburg das Vertrauen. Am 8. März kündigte er seinen Rücktritt von seinen Ämtern als Fraktions- und Landesvorsitzender zum Ende des Monats an.
Die Staatsanwaltschaft Dresden führte Ermittlungen von Amts wegen und aufgrund von 241 Strafanzeigen gegen Poggenburg. Am 5. Juni 2018 teilte die Staatsanwaltschaft mit, dass nach ihren Ermittlungen in den Äußerungen weder Volksverhetzung noch Beleidigung vorgelegen hätten, und stellte die Ermittlungen ein. Es sei zwar in polemischer Weise die Mitglieder der türkischen Gemeinde beschimpft, dabei aber nicht zu Gewalt- oder anderen Willkürmaßnahmen aufgerufen worden, so die Hauptbegründung.

### Verbreiten von Fake News
Zwei Tage nach der Amokfahrt in Münster im April 2018, als weiterhin keine Hinweise auf einen islamistischen oder muslimischen Hintergrund der Tat vorlagen, twitterte Poggenburg, der Täter sei zum Islam konvertiert. Dies würden die deutschen Medien jedoch verschweigen.

### Der „Rattenloch“-Vergleich
Im September 2018 veröffentlichte die linke Internetseite „Indymedia“ den ihr zugespielten Verlauf eines intimen Chats Poggenburgs mit einer Parteifreundin samt kompromittierenden Fotos. Als Quelle kamen nach Poggenburgs Auffassung dabei nur Personen aus dem eigenen politischen Lager infrage. Er veröffentlichte daraufhin: „Ich frage mich ernsthaft, was für ein Rattenloch eine Partei oder Fraktion überhaupt sein kann.“